# Cellule Libération
La cellule Libération était une cellule du Front de libération du Québec formée de Jacques Lanctôt, Louise Lanctôt (épouse de Jacques Cossette-Trudel), Jacques Cossette-Trudel, Marc Carbonneau, Yves Langlois (alias Pierre Séguin), Nigel Hamer et d'une jeune femme jamais identifiée publiquement. La cellule était active dans le Réseau Lanctôt-Rose et a participé aux événements de la crise d'octobre en 1970.

## Histoire

### Origine
La cellule est formée début septembre 1970 lors d'une réunion de neuf militants du Réseau Lanctôt-Rose à la maison de la rue Armstrong à Saint-Hubert sur la Rive-Sud de Montréal. Cinq d'entre eux y décident d'organiser l'Opération Libération sois un enlèvement politique dans le but d’obtenir la libération de leurs camarades du FLQ emprisonnés. Nigel Hamer et une jeune femme jamais identifiée publiquement et qui jouera un rôle mineur rejoindront la cellule par la suite. Le groupe voudrait aussi recruter Pierre Louis Bourret mais ne réussit pas a le contacter. 

### Crise d'octobre
Le 4 octobre 1970, a lieu une dernière réunion de planification où la cible est choisie après hésitation.  
Le 5 octobre 1970, vers 8h20, la cellule Libération enlève le diplomate britannique James Richard Cross à son domicile d'Outremont, à Montréal. Le groupe de Lanctôt a hésité jusqu'à la dernière minute entre John Topping, nouveau consul des États-Unis à Montréal, et Cross, attaché commercial du Haut-Commissariat de la Grande-Bretagne. Les deux hommes habitent sur la rue Redpath-Crescent, dans un secteur chic situé au flanc du Mont-Royal. La cellule Libération, qui avait sondé à quelques reprises le quartier en vue d'un enlèvement, décide finalement de kidnapper Cross. La cellule felquiste va le séquestrer à son repaire de la rue des Récollets, où il sera pris en otage durant 59 jours.
Sans surprise, la nouvelle du kidnapping se répand rapidement dans l'espace médiatique. Très vite, l'attention de tout le pays se porte sur cet enlèvement politique, le premier du genre à survenir en Amérique du Nord. Le matin de l'enlèvement, la cellule Libération avise les stations de radio CKAC, CKLM, et l'hebdomadaire Québec-Presse qu'un message leur étant destiné a été déposé au pavillon de l'UQÀM au parc Lafontaine. C'est finalement la police qui met la main sur la missive felquiste.
À 16 heures, Jérôme Choquette, ministre provincial de la Justice, ne lit pas le communiqué du FLQ mais informe le public des revendications felquistes: la diffusion de leur manifeste, la libération de 23 prisonniers politiques (la liste sera rendue publique le lendemain), un avion pour leur transport à Cuba ou en Algérie, la réembauche des employés de Lapalme (450 employés de cette compagnie, sous-traitante de la Société des postes, venaient d'être renvoyés), l'imposition d'une «taxe volontaire» de 500 000$ à mettre à bord de l'avion et le nom du délateur qui aurait dénoncé les felquistes arrêtés à Prévost quelques mois plus tôt. Choquette omet toutefois de mentionner une septième demande, à savoir l'absence de fouilles policières destinées à retrouver Cross.
L'enquête est immédiatement confiée à la Section antiterroriste (SAT), qui collabore avec la Gendarmerie royale du Canada (GRC) et la Sureté du Québec (SQ), sous le parapluie de l'escouade conjointe antiterroriste (CATS). Au niveau politique, des réunions d'urgence sont convoquées aux cabinets provincial et fédéral des premiers ministres Robert Bourassa et Pierre Elliott Trudeau. Ottawa, qui mène le bal, décide d'adopter une ligne dure: on veut négocier simplement pour gagner du temps et obtenir la libération de Cross en faisant le moins de concessions possibles. Le 6 octobre, le lendemain de l'enlèvement, le FLQ émet un communiqué, lu sur les ondes de CKAC, où il donne 24h aux autorités pour satisfaire ses revendications. En cas de refus, la cellule Libération menace d'exécuter le diplomate britannique.
Le 7 octobre, l'ultimatum de la cellule Libération arrive à échéance et le ministre Jérôme Choquette annonce vouloir négocier avec le FLQ. À travers CKLM, les felquistes annoncent accorder aux autorités un nouveau délai de 24h à condition que le manifeste qu'ils ont rédigé soit diffusé. À 22h30, à la surprise générale, le manifeste est lu sur les ondes de CKAC. Le lendemain, il sera lu par le journaliste Gaétan Montreuil sur les ondes de Radio-Canada. Les felquistes y dressent notamment le portrait d'un Québec colonisé, écrasé par un capitalisme sauvage et bloqué dans ses aspirations démocratiques.
La police finit par retrouver l'endroit où était séquestré James Richard Cross et il fut libéré le 3 décembre 1970 en échange d'un sauf-conduit pour ses ravisseurs, qui s'exilèrent à Cuba.

### Retour d'exil
À leur retour d'exil, la police arrête et accuse les membres de la cellule en relation avec l'enlèvement de Cross. Louise Lanctôt et Jacques Cossette-Trudel plaident coupables et sont condamnés à deux ans de prison pour leur part dans l'enlèvement. Ils sont libérés sur parole après huit mois de pénitencier. Marc Carbonneau est condamné à vingt mois de prison et trois ans de probation pour enlèvement, détention forcée, conspiration et extorsion. Yves Langlois est condamné à deux ans de prison moins un jour pour sa part dans l'enlèvement. Jacques Lanctôt a lui eu trois ans de prison.
Le 8 juillet 1980, Nigel Hamer est arrêté pour son rôle dans l’enlèvement de Cross. Il plaide coupable et est condamné à 12 mois de prison assortie d'une sentence de travail communautaire.